# Riosa
Riosa és un conceyu i una parròquia del Principat d'Astúries. Està situat a la muntanya central asturiana. Limita al nord amb Morcín, a l'est amb Mieres, al sud amb Ḷḷena i Quirós i a l'oeste novament amb Quirós. La capital es La Vega, on hi ha l'accés a l'Angliru.

## Geografia
El Concejo de Riosa està format per l'única parròquia de Santa María de Riosa, té un relleu molt accidentat, destacant a l'oest la Serra del Aramo amb els pics del Barriscal (1.734 metres), el Xistras (1.773 metres) i sobretot el Gamonal, situat a l'Angliru.
El seu riu principal és el Llamo, també anomenat Riosa, que neix als pendents de l'Aramo d'on recull nombrosos corrents que baixen de les seves muntanyes. Segueix una orientació sud-nord i conflueix amb els rius Xuncar i Grandiella prop de La Vega. Segueix el seu curs en Morcín i desemboca al riu Cabal.

## Història (Economia minera)
La mineria, tant de carbó com de coure pot considerar-se l'activitat més característica d'aquest concejo, tant històricament com en la nostra època.

### Mineria del Coure

#### Descobriment
Les mines de coure i cobalt de Riosa, situades a la falda est de la Serra de l'Aramo es troben a una altitud d'entre 1.200 i 1.600 metres. S'anomenen també mines de Llamo, Rioseco o Texeo i són explotades des de temps prehistòrics, tal com testifiquen les troballes de restes humanes i utensilis allí realitzats. Aquests descobriments van ser realitzats en 1883 per l'enginyer belga, Alexandre Van Straalem

#### Prehistòria i dominació Romana

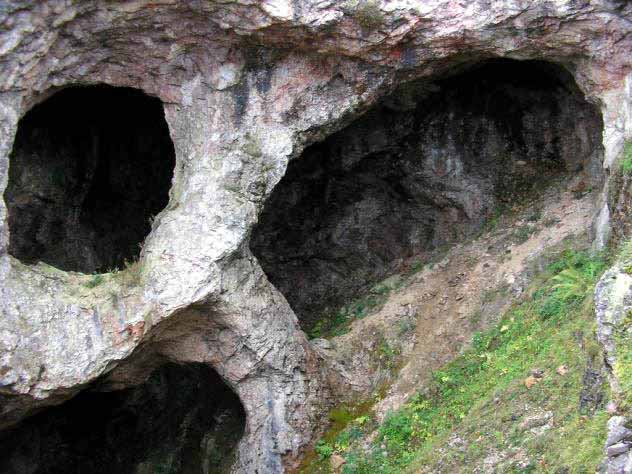
Antiga boca de les mines de Texeo.

Van Straaleem va descobrir les mines casualment, i en ella s'han trobat 191 peces d'esquelets humans. Aquestes troballes estaven acompanyats de diversos utensilis fets en os, martells i varietat de restes d'animals. Dels estudis d'aquests esquelets, l'antropòleg Federico Oloriz, dedueix que eren homes joves d'entre vint i trenta-cinc anys, la seva altura mitjana era d'1,65 metres i la seva complexió prima, el que facilitava el seu pas per les estretes galeries. Els esquelets oposats en aquestes mines tenen la particularitat de presentar un color verd a causa del seu contacte amb l'òxid de coure. Es troben repartits per diversos museus com l'Arqueològic de Madrid i el Museu Arqueològic d'Oviedo, principalment.
Totes aquestes restes han estat datats en els començaments de l'edat de bronze al voltant de 1500 anys aC. El mètode principal de treball emprat en el sistema miner antic del Aramo és el de l'arrencada al foc, consistent en el fort escalfament de la roca amb foc, per a després refredar-la bruscament amb aigua quan s'arribés a una determinada temperatura. Amb això es provocava la seva fragmentació, facilitant d'aquesta manera l'extracció del mineral amb tascons i altres eines, com els característics pics-palanca. També es té constància, per utensilis oposats i inscripcions existents en la zona, de l'explotació d'aquestes mines pels romans, per a això s'haurien valgut de mà d'obra esclava, com era habitual en l'època, en aquest tipus d'explotacions.

#### Edat Contemporània

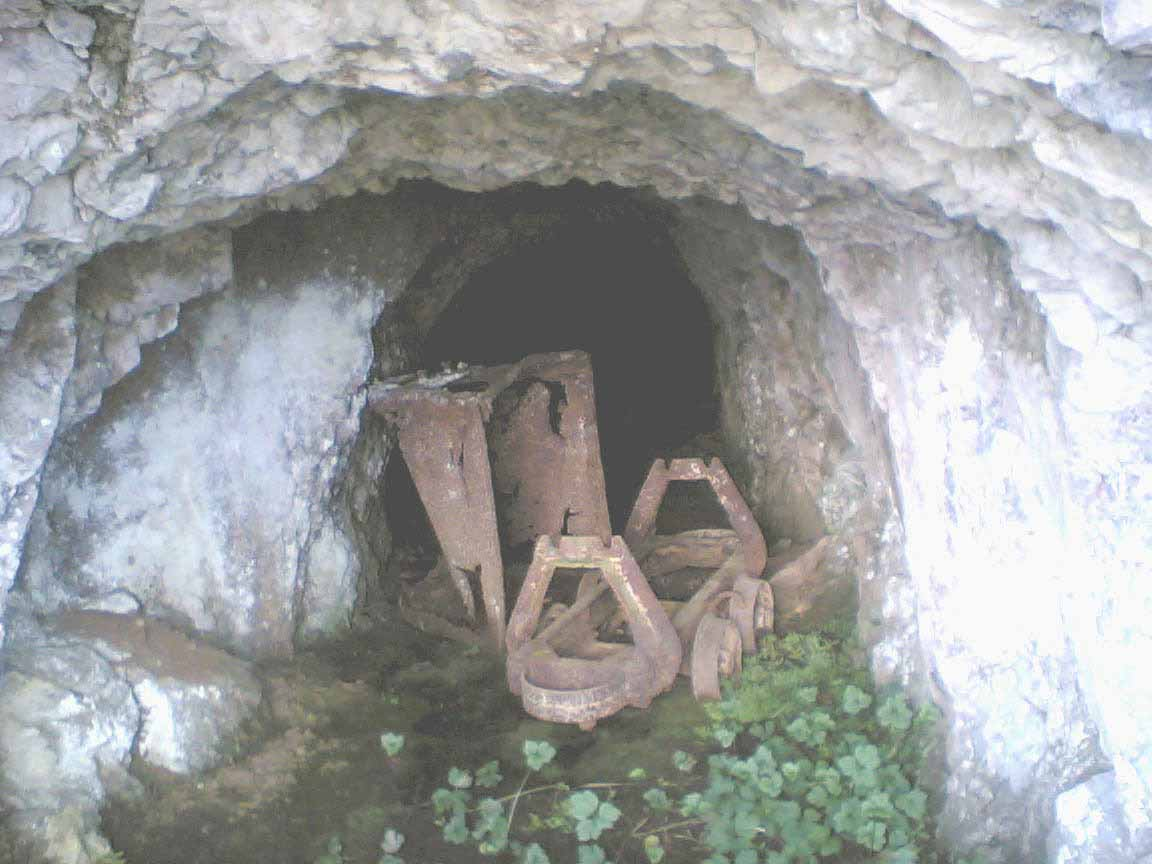
Bocamina bloquejada amb una antiga vagoneta de mineral, per a evitar l'entrada de ramat.

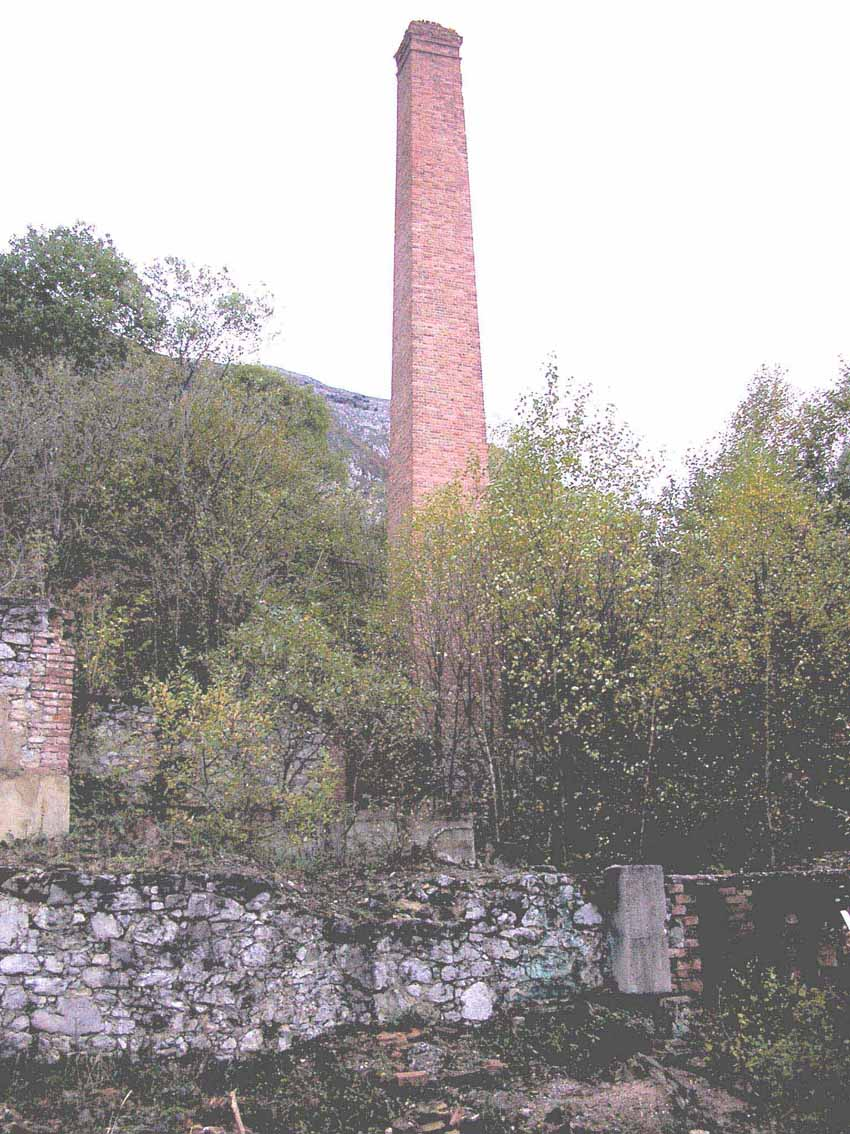
Rentadors de mineral de coure a les instal·lacions de Rioseco, Texeo, Riosa, Astúries.

La cronologia de la seva explotació en temps recents seria la següent: 
- 1897 Es constitueix la companyia The Aramo Cooper Minis Ltd, de capital anglès, participada per Van Straalem.
- 1883 S'inicia la construcció del poblat miner de Rioseco, a la falda de l'Aramo, on possiblement abans s'havien assentat els miners prehistòrics. Gràcies a aquestes mines va arribar l'estesa telefònica a Riosa i es va construir la carretera cap a Ḷḷena, cap on es transportava el mineral. El poblat ocupa uns 1000 m² i està format per 5 edificis: oficines, cantina, economat, habitatges, quadres que formen un conjunt arquitectònic d'estil anglès amb el seu típic maó vermell, decorant portes, finestres, cantons i molt integrat en el verd entorn que ho envolta. En la part posterior del poblat trobem la zona on es rebia el mineral brut, que arribava pel cable volant; aquí era rentat, seleccionat i carregat en camions. Tot el conjunt constitueix un magnífic exemple d'arquitectura industrial
- 1930 Després d'un període de ruïna, es va fer càrrec de l'explotació l'Empresa del Sud dedicada a l'extracció del Cobalt.
- 1940 S'instal·la la Societat Minero-metal·lúrgica Asturiana (METALSA)
- 1960 Tancament definitiu de les mines i abandó del poblat, a causa de l'obertura de mines en altres països, com Xile, o Perú on l'explotació del coure resultava més rendible. La riquesa mitjana del mineral del jaciment en aquest últim període era del 12% de coure, 3% de cobalt i 3% de níquel.

### Mineria del Carbó
Les explotacions mineres de Riosa es componen de quatre grups: Canales, Piedrafita, L'Esperança, Ablanedo. Les mines d'hulla de Riosa van ser reservades a l'Estat espanyol en la Llei de Mines de 6 de juliol de 1859, per al subministrament de carbó a la Fàbrica d'Armes de Trubia. Posteriorment i davant l'encariment del transport, van ser venudes a "Hulleras de Riosa", companyia que les va explotar durant quaranta-cinc anys. Posteriorment van ser gestionades per ENSIDESA i actualment ho són per HUNOSA (Pou de Montsacro).